# Ducado de Milán
El Ducado de Milán (en latín: Ducatus Medionali; en italiano: Ducato di Milano; en lombardo, Ducaa de Milan), también llamado Milanesado o Estado de Milán, fue durante la Edad Media la principal potencia del norte de la península itálica.
El ducado fue creado en 1395 por Gian Galeazzo Visconti, señor de Milán. Cuando la dinastía Visconti se extinguió, en 1447, Milán fue declarado una república (conocida como República Ambrosiana), a pesar de las pretensiones del duque de Orleans, legítimo heredero. Orleans fue incapaz de tomar posesión de su herencia, pero la república fue corta. El aventurero Francesco Sforza, casado con la hija bastarda del último Visconti, tomó Milán en 1450 y se proclamó duque.

## Historia

### Los Visconti: fundadores del ducado

Los dominios de los Visconti en el

El destino de Milán estuvo entrelazado desde el siglo XIII con el de la Casa de los Visconti, que retomó la política de expansión territorial heredada de la comuna ambrosiana. Uno de los primeros gobernantes visconteos al frente de la ciudad lombarda fue Otón Visconti (r. 1277-1278, 1282-1285), elegido arzobispo de Milán en 1262 y que derrotó a la familia Della Torre en la batalla de Desio en 1277. En la primera mitad del siglo siguiente, sus nietos y bisnietos llegaron al gobierno de Milán —Mateo (r. 1287-1298), Galeazzo I (r. 1322-1327), Azzone (r. 1329-1339), el arzobispo Giovanni (r. 1339-1354— y ampliaron el área de influencia de los Visconti en las regiones circundantes. Esa misma política de ampliación y consolidación fue seguida en la segunda mitad del siglo por sus sucesores, los hermanos Mateo II (r. 1354-1355), Galeazzo II (r. 1354-1378) y Bernabò (r. 1354-1385). Tras un período marcado por las tensiones entre los distintos miembros de la poderosa familia, Gian Galeazzo (r. 1378-1402), sobrino de Bernabò, llega al poder en 1385 con un golpe de Estado y, poco a poco, unifica los vastos dominios familiares repartidos en la Italia septentrional.
Se dice que los territorios sujetos a su dominio le dieron a Gian Galeazzo en un año, además de los ingresos ordinarios de 1 200 000 de florines de oro, otros 800 000 en subsidios extraordinarios.

### El ducado visconteo (1395-1447)

El Ducado de Milán y los dominios Visconti (marcados en verde) a principios del, en el apogeo de su máximo poder, bajo el duque Gian Galeazzo

El ducado se constituyó oficialmente el 11 de mayo de 1395, cuando Gian Galeazzo Visconti, ya Vicario Imperiale e Dominus Generalis, obtuvo el título de duque de Milán mediante un diploma firmado en Praga por Wenceslao de Luxemburgo, rey de romanos y de Bohemia (1378-1400). El nombramiento fue ratificado y celebrado en Milán el 5 de septiembre de 1395. Gian Galeazzo Visconti obtuvo la patente para insertar la biscione (víbora) viscontea con el águila imperial en la nueva bandera ducal.
Al diploma imperial de 1395, que establecía que el nuevo ducado se extendía únicamente a la ciudad de Milán y a su contado, siguió un segundo documento fechado el 13 de octubre de 1396 con el que se extendían los poderes ducales a todos los dominios de los Visconti, y donde se mencionan los centros más significativos del ducado: Alessandria, Asti, Avenza (Carrara), Bassano del Grappa, Belluno, Bergamo, Bobbio, Borgo San Donnino (Fidenza), Bormio, Brescia, Crema, Cremona, Como, Feltre, Lodi, Novara, Novi Ligure, Parma, Piacenza, Pontremoli, Reggio nell'Emilia, Riva del Garda, Rocca d'Arazzo, Sarzana, Soncino, Tortona, Vercelli, Verona, Vicenza. Además, se adoptó la primogenitura masculina legítima para la sucesión dinástica y se creó el Condado de Pavía, apanaje del heredero al trono. En 1397, otro diploma imperial estableció el condado de Angera entre los feudos de Visconti (25 de enero de 1397). Falso, en cambio, sería otro diploma imperial, firmado por el propio Wenceslao de Luxemburgo en Praga el 30 de marzo de 1397, con el que el rey de romanos habría proclamado a Gian Galeazzo también Dux Lombardiae.
A la muerte de Gian Galeazzo Visconti (1402), el jovencisimo hijo Giovanni Maria no pudo mantener las conquistas de su padre y el ducado sufrió una rápida desintegración a partir de Poschiavo que, después de dos años de revuelta, en 1408 pasó a la Liga de Caddea, mientras que el papa ya se había apoderado de Assisi, Perugia y Bolonia con la Paz de Caledio del 25 de agosto de 1403, y las repúblicas toscanas habían vuelto a ser independientes, así como las ciudades venecianas habían sido cedidas y el Langhe y Reggio Emilia habían pasado a los Este.
En 1412 Giovanni Maria murió asesinado en Milán por conspiradores aterrorizados por sus frecuentes manías asesinas. Le sucedió en el trono su hermano menor Filippo Maria, quien, tras recuperar el control de gran parte del ducado, retomó la política expansionista seguida por Gian Galeazzo y entró en conflicto con la República de Venecia. La guerra, declarada en 1426, duró varios años y terminó con la Paz de Ferrara (1428), en la que Filippo Maria Visconti cedió las ciudades y territorios de Brescia y Bérgamo a la Serenissima, anulando el regalo de Vercelli que había hecho a los Saboyas para protegerse de un conflicto en dos frentes. La frustración del duque por ese clamoroso error estratégico se extendió a la desafortunada esposa María de Saboya.
A la muerte sin herederos de Juana II de Anjou (1435), la corona del reino de Nápoles se disputó entre angevinos y aragoneses. Filippo Maria Visconti formó una liga con Venecia y Florencia y se puso del lado de los angevinos; más tarde, en uno de sus frecuentes cambios de alineamiento pasó con los aragoneses pero fue derrotado por los antiguos aliados, encabezados por el condottiero mercenario Francisco Sforza. En 1441 Filippo Maria firmó la Paz de Cremona, con la que cedió otras tierras a la República de Venecia y entregó en matrimonio a su hija natural Bianca Maria a Francesco Sforza, quien en dote a su marido llevó Cremona y su contado, excepto Castelleone y Pizzighettone, plaza fuerte que se permutó con Pontremoli en Lunigiana.

### La Aurea Repubblica Ambrosiana (1447-1450)
A la muerte de Filippo Maria, el último de los Visconti (agosto de 1447), se instauró la llamada Aurea Repubblica Ambrosiana, una forma de gobierno republicano instaurado por un grupo de nobles milaneses. La República encomendó la defensa contra Venecia a Francesco Sforza (r. 1450-1466) quien, dotado de considerables dotes estratégicas, aprovechó la crisis de la república para ser nombrado duque de Milán (25 de marzo de 1450).

### El primer ducado sforzesco (1450-1499)

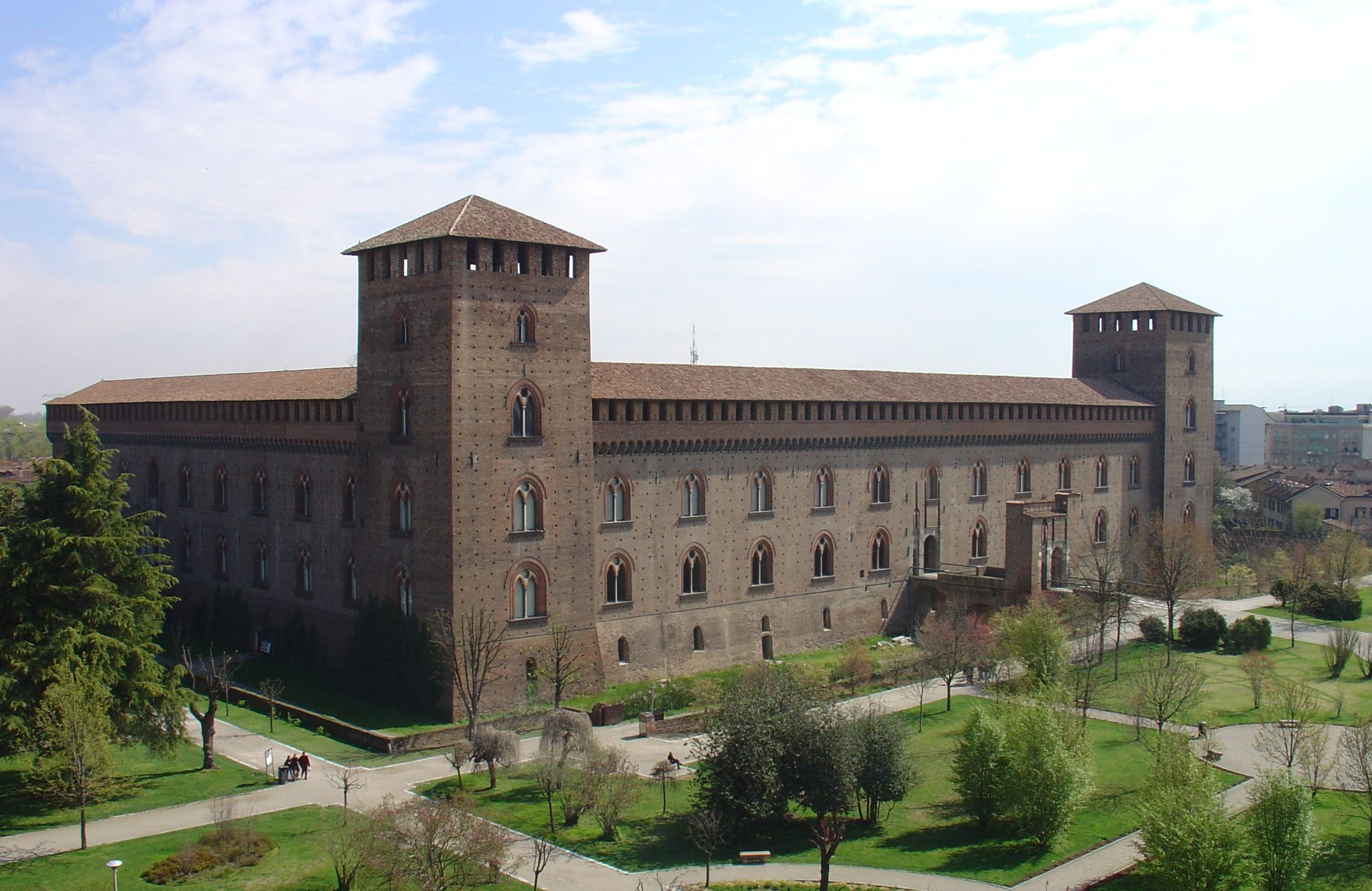
El castillo visconteo de Pavía

Venecia no había abandonado su deseo de expandirse en Lombardía y por eso se alió con Alfonso V de Aragón, rey de Nápoles, y con el emperador Federico III de Habsburgo (1440-1493) contra Francesco Sforza y sus aliados. La caída de Constantinopla, conquistada por los turcos, sin embargo, puso en peligro la estructura de las posesiones venecianas en el mar Egeo y después de 4 años de guerra se firmó la Paz de Lodi (abril de 1454). Con ese documento Francesco Sforza y Alfonso V de Aragón fueron reconocidos respectivamente como duque de Milán y rey de Nápoles, la República de Venecia ampliaba sus dominios hasta el río Adda y se concluía la Santissima Lega Italica contra los turcos.
El equilibrio político alcanzado con la Paz de Lodi se prolongó hasta la muerte de Lorenzo el Magnífico (8 de abril de 1492) y el descenso de Carlos VIII en Italia (1494), salvo algunas incursiones suizas que desembocaron en la Paz de Lucerna.
Galeazzo Maria (r. 1466-1476), hijo de Francisco Sforza, fue asesinado en una conspiración por su gobierno considerado por muchos como tiránico. Su hijo, Gian Galeazzo Sforza (r. 1476-1494), de apenas siete años, gobernó bajo la regencia de su madre Bona de Saboya, hasta que su tío, Ludovico el Moro usurpó el trono del ducado. Ludovico el Moro (r. 1494-1499), hijo de Francesco Sforza, consiguió obtener la tutela de su sobrino Gian Galeazzo y confinarle en el castillo visconteo de Pavía, donde en 1494 murió en circunstancias tan misteriosas que no pocas sospechas recayeron en el propio El Moro.
Por ello, las relaciones entre Ludovico y Fernando de Aragón se deterioraron: de hecho, Gian Galeazzo se había casado con una sobrina del rey de Nápoles, que tomó el papel de heredero legítimo. Ludovico el Moro respondió animando al rey Carlos VIII de Francia a reclamar el reino de Nápoles, ya que hasta 1442 el trono napolitano había pertenecido a la casa francesa de los angevinos. En 1494 Carlos VIII descendió en Italia y atravesó toda la península al frente de un ejército que el 22 de febrero de 1495 conquistó Nápoles, trastornando el equilibrio entre los distintos estados italianos en la que fue la primera de las guerras de Italia (1494-1559).
Ese mismo año 1495 Carlos VIII emprendió una comprometida retirada acosado por el ejército de una Liga, la de Venecia, integrada por la República de Venecia, los Estados Pontificios, el Sacro Imperio Romano Germánico, el Imperio español, el reino de Nápoles y el ducado de Milán, que en el entretanto había decidido cambiar sus alianzas.

### La conquista francesa (1499-1512)

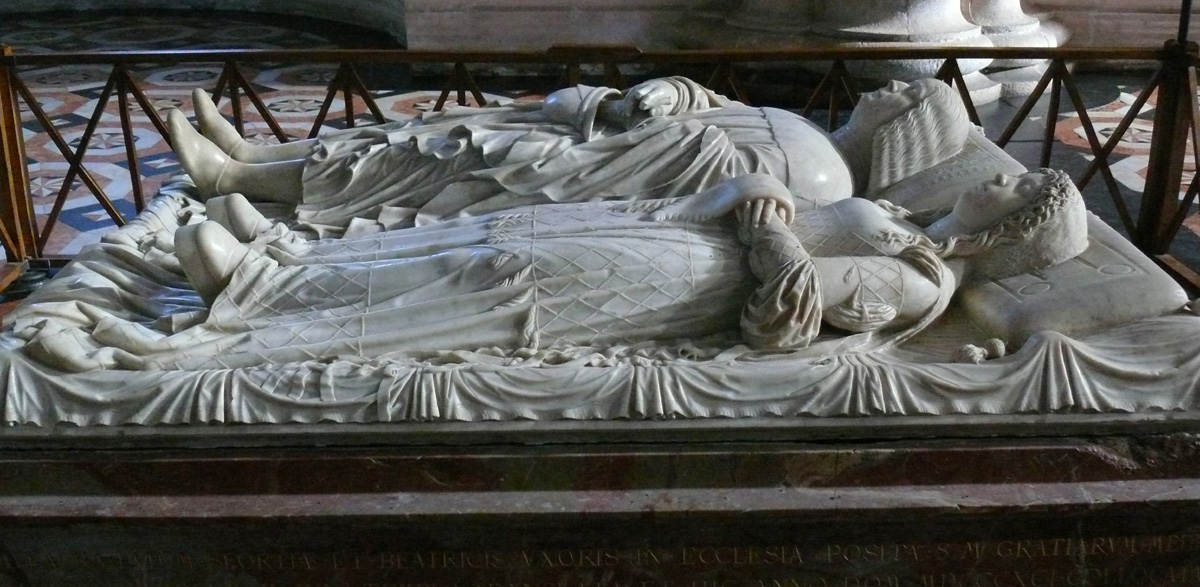
Cristoforo Solari, tumba de Ludovico il Moro y de Beatrice d'Este, Certosa di Pavia.

En 1498 el hijo del duque de Orleans se convirtió en rey de Francia como Luis XII y pretendió hacer efectivas las mismas reclamaciones de su padre sobre Milán: uno de sus antepasados, Luigi di Turenna, se había casado de hecho con Valentina Visconti, hija del duque Gian Galeazzo, en 1389, cuyo contrato de matrimonio establecía que, en caso de extinción de la dinastía Visconti, el título de duque de Milán pasaría a los descendientes de Valentina. Luis XII, que ya había compañado a su primo Carlos VIII en la campaña de 1494-1495, pretendiéndose heredero legítimo de los Visconti, invadió el estado milanés en 1499, expulsando a Ludovico el Moro. El antiguo gobernante Sforza intentó en vano oponerse a las tropas transalpinas, y también pidió ayuda al Emperador, pero solo logró recuperar la capital y algunas otras tierras durante un corto tiempo. Derrotado y hecho prisionero en Novara en 1500, fue deportado a Francia, al castillo de Loches, donde murió el 27 de mayo de 1508.
Este dominio francés duró hasta 1512, cuando fuerzas suizas comandadas por Mateo Schinner repusieron al hijo de Ludovico, Massimiliano, en el trono. En 1515 los franceses, bajo Francisco I de Francia, vencieron en la batalla de Marignano, capturando a Massimiliano y retomando el ducado. De nuevo fueron expulsados en 1521, y esa vez las fuerzas imperiales coronaron al hermano de Massimiliano, Francisco II Sforza.

### El segundo ducado sforzesco (1512-1515)
Luis XII siguió siendo duque de Milán hasta 1512, cuando fuerzas suizas comandadas por Mateo Schinner repusieron en el trono al hijo de Ludovico, Massimiliano (r.1512-1515). Entre 1512 y 1515 los cantones suizos controlaron de facto el ducado.

### El segundo ducado francés (1515-1521)
Bajo el reinado de Francisco I de Valois, la Corona francesa logró restablecer su soberanía sobre el ducado milanés. En 1515, después de la sangrienta batalla de Marignano, que vio la derrota del ejército suizo, el soberano francés depuso a Maximiliano y se instaló en el trono ducal. No obstante la derrota, los suizos lograron conservar los territorios a lo largo de la carretera que desde el Paso de San Gotardo conducá a las puertas de Como (actual Cantón de Ticino). El tratado de Noyon de 1516 confirmó la posesión del ducado de Milán a los franceses. Francisco de Valois gobernó el ducado hasta 1521, cuando Carlos V, rey de España y emperador del Sacro Imperio Romano Germánico, elevó al trono del ducado al joven hermano de Maximiliano, Francisco II Sforza.

### El tercer ducado sforzesco (1521-1535)

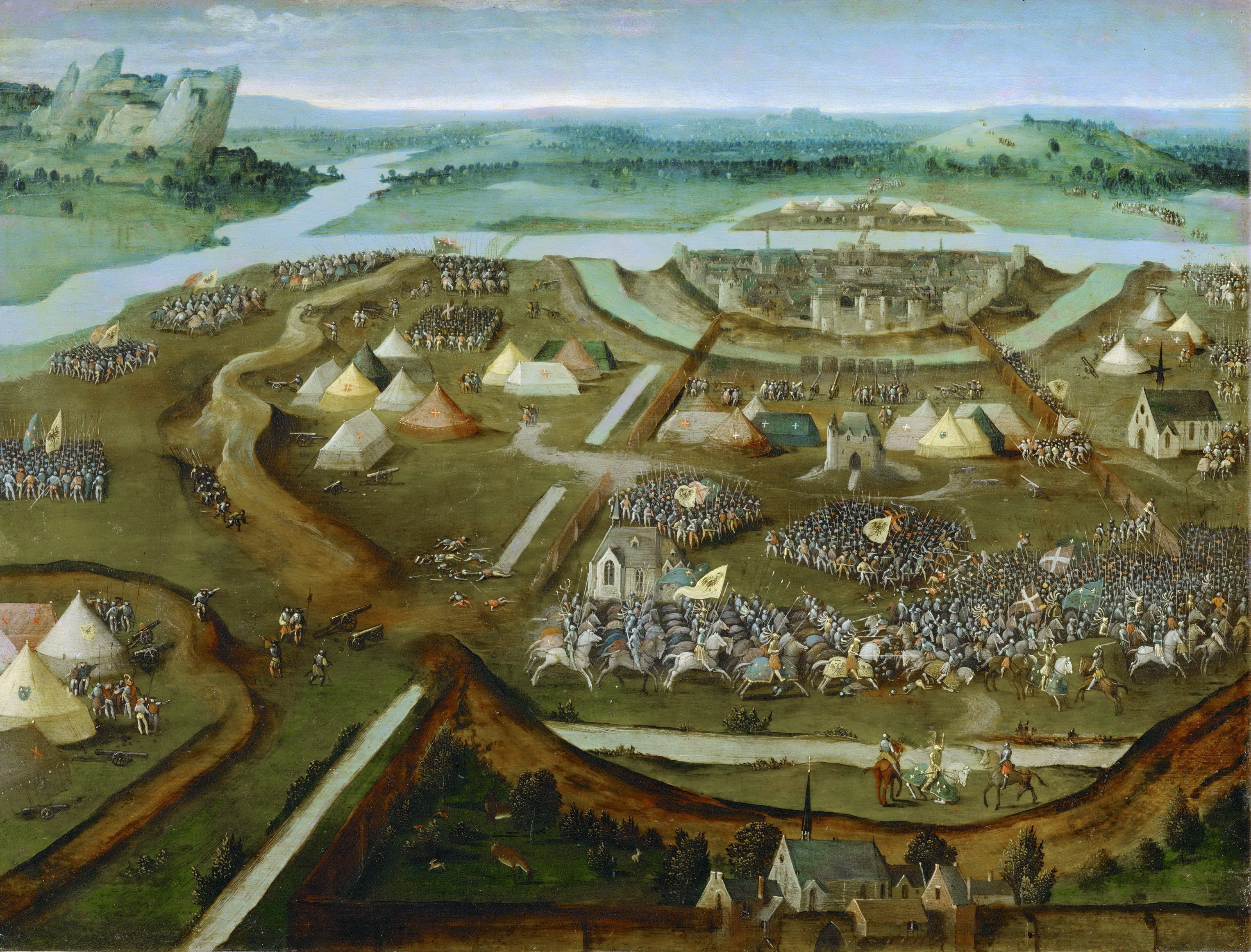
La batalla de Pavía de 1525

Tras la decisiva victoria española sobre Francia en la batalla de Pavía el 24 de febrero de 1525, las fuerzas imperiales de Carlos V dominaron Italia, Francesco II Sforza se unió a la Liga de Cognac contra el Emperador: junto con él, la República de Venecia, la República Florentina, el papa Clemente VII y el Reino de Francia. Esto llevó a la rápida expulsión de Francisco de Milán por fuerzas imperiales, aunque mantuvo algún control sobre algunas ciudades y plazas fuerte del ducado.
Acabó recuperando Milán por el tratado de Barcelona de 1529 en el que el emperador reconoció el poder de los Sforza en Milán y devolvió los Estados Pontificios al papa. Se comprometió a procurar el restablecimiento al pontífice de Rávena y Cervia por Venecia, lo cual consiguió. El papa reconocía la posesión de Módena y Reggio a Alfonso I de Este Duque de Ferrara, aliado de Carlos. Finalmente la promesa clave del emperador fue el compromiso para restablecer a los Médici en Florencia por la fuerza de las armas, en la persona de Alejandro de Médicis (Sitio de Florencia y batalla de Gavinana).
Gracias a la República de Venecia que cedió a cambio de la retirada de las pretensiones imperiales de Milán sobre toda la costa de Apulia (Brindisi, Monopoli, Gallipoli, Polignano, Lecce, Bari y Trani), y también por el hecho de que Carlos V no quería enfrentarse con los venecianos, «porque si no hubiera cedido, no hubiera podido tener paz con los venecianos y hubiera sido una "guerra inmortal en Italia"», y sabía que no tenía los medios para ganarla, porque los venecianos estaban demasiado ansiosos de que Milán no llegase a poner mano en ultramar, ya que lo consideraban «apto para ocuparlo ni luego proporcionado para poder mantenerlo». Francisco II Sforza murió sin herederos en 1535, abriendo una nueva cuestión para la sucesión al trono. En ese período, para ser precisos en 1532, Francesco II solicitó y obtuvo del papa Clemente VII la erección de Vigevano, ciudad a la que su familia siempre estuvo profundamente unida, como capital de Vigevanasco, después de haber obtenido el título de ciudad y obispado en 1530 del mismo modo.

### El periodo español (1559-1707)
Cuando Francesco murió sin herederos en 1535, se abrió una pugna entre Francisco I de Francia y el rey Carlos I de España (emperador Carlos V del Sacro Imperio) por su sucesión. Tras varias guerras el Emperador se anexionó el ducado, invistiendo con él a su hijo Felipe mediante un diploma imperial firmado en Bruselas el 11 de octubre de 1540 y hecho público en 1554. La posesión del ducado por parte de Felipe fue finalmente reconocida por el rey Enrique II de Francia en 1559, con la paz de Cateau-Cambrésis. El ducado, que perdió toda forma de independencia, se redujo a un estado regional que estuvo sometido a la dominación extranjera durante el resto de su historia.
El ducado de Milán siguió bajo control de la monarquía española Habsburgo durante casi 150 años más, hasta la guerra de sucesión española a comienzos del siglo XVIII. Tras la muerte del rey Carlos II, que no dejó descendencia, en 1700 se abrió un conflicto sucesorio entre Felipe de Anjou y el archiduque Carlos de Austria. Todas las posesiones de la Corona española estaban en conflicto, y eso incluía al ducado de Milán.

### Dominio austriaco (1707-1796)

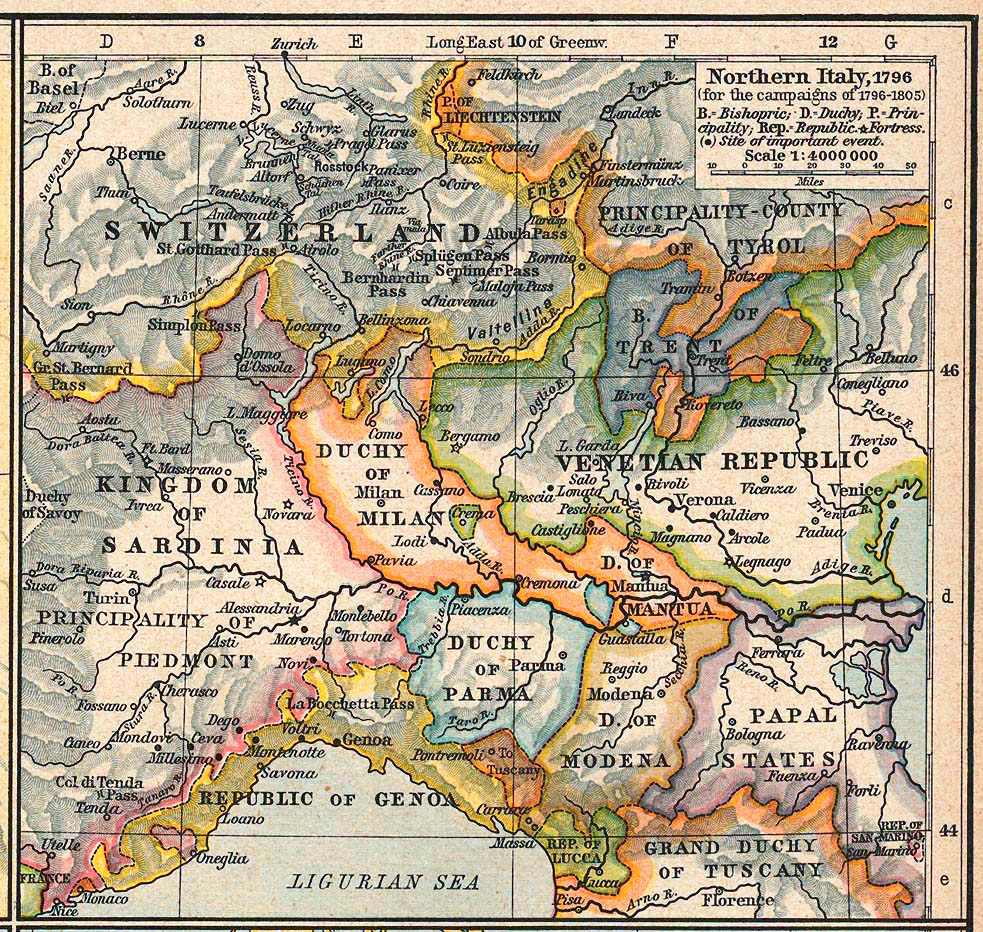
Italia septentrional en 1796

El 26 de septiembre de 1706 las tropas austríacas tomaron la ciudad de Milán y el 10 de abril de 1707 Cremona, pasando el ducado a manos del archiduque de Austria. La Corona española, que quedó en manos de Felipe V, perdió definitivamente el control sobre el ducado de Milán. La dominación de los Habsburgo austríacos se confirmó legalmente en el Tratado de Utrecht y fue nuevamente ratificada por el Tratado de Baden de 1714 y de Viena de 1725.
Con el tratado de Baden, que puso fin a la guerra de sucesión española, el ducado de Milán fue cedido a la Casa de los Habsburgo de Austria. En el trascurso del siglo XVIII la superficie del ducado —a pesar de la fusión en 1745 con el ducado de Mantua, que sin embargo tenía una fuerte autonomía con respecto a Milán— se redujo aún más, alcanzando una extensión menor incluso que la actual región de Lombardía: de hecho, no pertenecían al ducado milanés Bérgamo, Brescia y Crema (República de Venecia), la Valtelina (Tres Ligas), Pontremoli y Zeri (vendidas al Gran Ducado de Toscana en 1650), la Lomellina (Ducado de Saboya desde 1706) y el Oltrepò Pavese (Reino de Cerdeña desde 1748).
El gobierno de los Habsburgo de Austria se caracterizó por importantes reformas administrativas, que los gobernantes de la familia austriaca —inspirados en los principios del llamado absolutismo ilustrado— también introdujeron en sus territorios lombardos: por ejemplo, la reorganización del catastro, la abolición de la censura eclesiástica, el desarrollo de la industria de la seda.

### El fin del ducado
Tras la victoriosa campaña de Napoleón Bonaparte en el norte de Italia en 1796 durante las guerras revolucionarias francesas , el ducado, confiado a un consejo de gobierno interino, fue cedido a la República Francesa por los Habsburgo con el Tratado de Campoformio en 1797. Pero ya en 1796 los franceses habían instituido sobre los territorios del ducado de Milán el estado vasallo de la República Transpadana, que en 1797 se fusionó con la República Cispadana para formar la República Cisalpina, de la que Milán se convirtió en la capital, y luego parte de la República Italiana y del Reino de Italia. Después de la derrota de Napoleón, con base en las decisiones tomadas por el Congreso de Viena el 9 de junio de 1815, el ducado de Milán no fue restaurado sino que pasó a formar parte del Reino Lombardo-Véneto, dependiente del Imperio austríaco.
Fue pronto de nuevo objetivo del nacionalismo italiano, siendo conquistado por el reino de Cerdeña durante las guerras que llevaron a la unificación de Italia.

## Escudos de armas históricos

Armas de los Visconti (1277-1395)
Escudo durante los Sforza (1395-1535)
Escudo de Luis XII (1499–1512 y de Francisco I de Francia (1515-1521)
Escudo bajo el dominio de la Casa de Austria (1580-1700)
Armas de Felipe de Anjou como duque de Milán (1700-1714)
Escudo de Milán bajo el dominio de los Habsburgo-Lorena (1714-1796)

## Lista de gobernantes del ducado de Milán
La siguiente es una lista de los gobernantes de Milán desde el siglo XIII hasta 1859 cuando Milán y el resto de la Lombardía fueron incorporadas al reino de Piamonte-Cerdeña.
| Nombre                                                                  | Mandato   | Notas                                                                       |
| ----------------------------------------------------------------------- | --------- | --------------------------------------------------------------------------- |
| Comuna de Milán                                                         |           |                                                                             |
| Milán se rige como una comuna libre.                                    |           |                                                                             |
| Señores de Milán                                                        |           |                                                                             |
| Martín della Torre (¿-1263)                                             | 1257-1259 | Della Torre                                                                 |
| Felippo della Torre (¿-?)                                               | 1263-1265 | Della Torre                                                                 |
| Napoleón della Torre (¿-1278)                                           | 1265-1277 | Della Torre                                                                 |
| Otón Visconti (1207-1259) Arzobispo de Milán                            | 1277-1294 | Visconti                                                                    |
| Mateo I Visconti (1250-1322)                                            | 1294-1302 | Visconti                                                                    |
| Guido della Torre (1259-1312)                                           | 1302-1311 | Visconti                                                                    |
| Mateo I (1250-1322)                                                     | 1311-1322 | Visconti                                                                    |
| Galeazzo I (1277-1328)                                                  | 1322-1327 | Visconti                                                                    |
| Azzone Visconti (1302-1339)                                             | 1329-1339 | Visconti                                                                    |
| Luchino Visconti (¿-1349)                                               | 1339-1349 | Visconti                                                                    |
| Giovanni Visconti (1290-1354) Arzobispo de Milán                        | 1349-1354 | Visconti                                                                    |
| Mateo II (1319-1355)                                                    | 1349-1355 | Visconti                                                                    |
| Galeazzo II (1320-1378)                                                 | 1349-1378 | Visconti                                                                    |
| Bernabé Visconti (1323-1385)                                            | 1349-1385 | Visconti                                                                    |
| Gian Galeazzo I (1351-1402)                                             | 1378-1395 | Visconti                                                                    |
| Duques de Milán                                                         |           |                                                                             |
| Gian Galeazzo I (1351-1402)                                             | 1395-1402 | Visconti                                                                    |
| Giovanni Maria Visconti (1388-1412)                                     | 1402-1412 | Visconti                                                                    |
| Filippo Maria Visconti (1392-1447)                                      | 1412-1447 | Visconti                                                                    |
| República Ambrosiana                                                    |           |                                                                             |
| Estableciada tras la muerte de Filippo Maria sin descendencia legítima. |           |                                                                             |
| Duques de Milán                                                         |           |                                                                             |
| Francisco I (1401-1466)                                                 | 1450-1466 | Sforza                                                                      |
| Galeazo María Sforza (1444-1476)                                        | 1466-1476 | Sforza                                                                      |
| Gian Galeazzo II (1469-1494)                                            | 1476-1494 | Sforza                                                                      |
| Ludovico Sforza (1452-1508)                                             | 1494-1499 | Sforza                                                                      |
| Luis XII de Francia (1462-1515)                                         | 1499-1500 | Valois-Orleáns                                                              |
| Ludovico Sforza (1452-1508)                                             | 1500      | Sforza                                                                      |
| Luis XII de Francia (1462-1515)                                         | 1500-1512 | Valois-Orleáns                                                              |
| Maximiliano Sforza (1493-1530)                                          | 1512-1515 | Sforza                                                                      |
| Francisco I de Francia (1494-1547)                                      | 1515-1521 | Valois-Angulema                                                             |
| Francisco II (1495-1535)                                                | 1521-1535 | Sforza                                                                      |
| Gobernadores de Milán dominio de la casa de Habsburgo.                  |           |                                                                             |
| Antonio de Leyva (1480-1536)                                            | 1535-1536 | en nombre de Carlos I de España                                             |
| Marino Caracciolo (1468-1538)                                           | 1536-1538 | en nombre de Carlos I de España                                             |
| Alfonso de Ávalos (1502-1546)                                           | 1538-1546 | en nombre de Carlos I de España                                             |
| Duques de Milán dominio de la casa de Habsburgo (rama española).        |           |                                                                             |
| Felipe II (1527-1598)                                                   | 1540-1598 | Gobernadores del Milanesado de la casa de Habsburgo                         |
| Felipe III (1578-1621)                                                  | 1598-1621 | Gobernadores del Milanesado de la casa de Habsburgo                         |
| Felipe IV (1605-1665)                                                   | 1621-1665 | Gobernadores del Milanesado de la casa de Habsburgo                         |
| Carlos II (1661-1700)                                                   | 1665-1700 | Gobernadores del Milanesado de la casa de Habsburgo                         |
| Duques de Milán dominio de la casa de Borbón (rama española).           |           |                                                                             |
| Felipe V (1683-1746)                                                    | 1700-1714 | Milán cayó en poder de Austria en 1706, ratificado en el Tratado de Rastatt |
| Duques de Milán dominio de la casa de Habsburgo (rama austriaca).       |           |                                                                             |
| Carlos II (1685-1740)                                                   | 1714-1740 | Gobernadores del Milanesado de la casa de Habsburgo                         |
| María Teresa (1717-1780)                                                | 1740-1780 | Gobernadores del Milanesado de la casa de Habsburgo                         |
| José I (1741-1790)                                                      | 1780-1790 | Gobernadores del Milanesado de la casa de Habsburgo                         |
| Leopoldo I (1747-1792)                                                  | 1790-1792 | Gobernadores del Milanesado de la casa de Habsburgo                         |
| Francisco III (1768-1835)                                               | 1792-1796 | Gobernadores del Milanesado de la casa de Habsburgo                         |
| Territorio bajo influencia francesa                                     |           |                                                                             |
| República Transpadana (1796-1797) y República Cisalpina (1797-1799)     |           |                                                                             |
| Duques de Milán dominio de la casa de Habsburgo (rama austriaca).       |           |                                                                             |
| Francisco III (1768-1835)                                               | 1799-1800 | Gobernadores del Milanesado de la casa de Habsburgo                         |
| Final del ducado de Milán                                               |           |                                                                             |